# Nocturno Culto
Nocturno Culto (født Ted Skjellum i 1972) er en norsk musiker, bedst kendt for hans position som vokalist, lead guitarist og delvis bassist (delt med Fenriz) i black metal-bandet Darkthrone. Han sluttede sig til bandet i 1989 og arbejder på nuværende tidspunkt også som skolelærer i Norge. I 1996 til 1997 spillede han også guitar i bandet Satyricon under navnet Kveldulv.